# NGC 452
NGC 452 es una galaxia espiral barrada de la constelación de Piscis. 
Fue descubierta el 22 de noviembre de 1827 por el astrónomo John Herschel.